# Perdita chloris
Perdita chloris är en biart som beskrevs av Timberlake 1960. Perdita chloris ingår i släktet Perdita och familjen grävbin. Inga underarter finns listade i Catalogue of Life.